# Keen-Mausohr
Das Keen-Mausohr (Myotis keenii) ist eine Fledermausart aus der Familie der Glattnasen (Vespertilionidae), welche in Nordamerika beheimatet ist. Die Art ist benannt nach John Henry Keen, welcher den Holotyp sammelte. In manchen Publikationen wird die Art als westliche Population des Nordamerikanischen Mausohrs (Myotis septentrionalis) angesehen; neue molekulare Studien zeigen jedoch, dass die Art näher mit dem Nördlichen Langohr-Mausohr (Myotis evotis) verwandt ist.

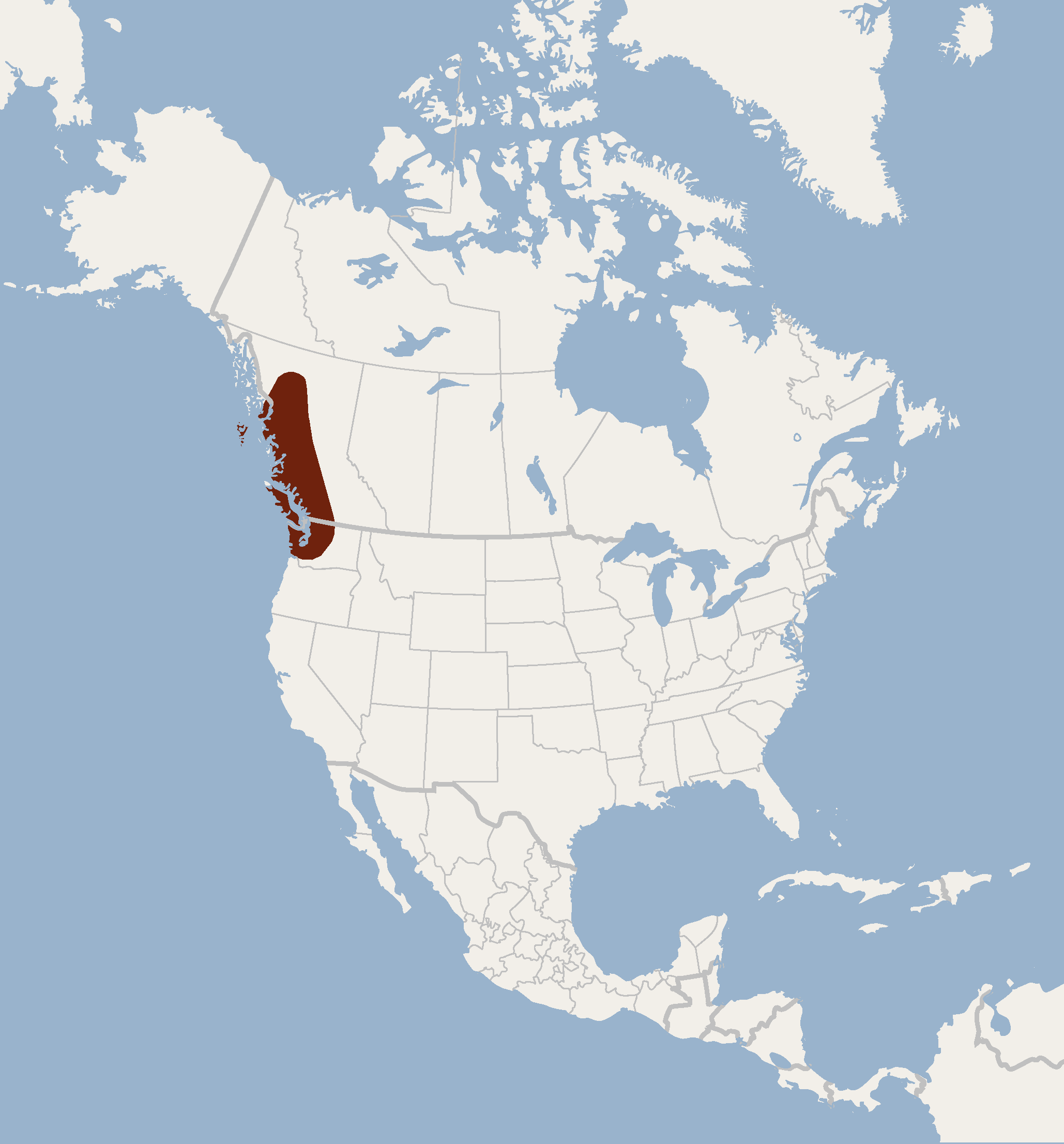
Verbreitung des Keen-Mausohrs

## Beschreibung
Das Keen-Mausohr ist eine kleine Fledermaus mit einer Kopf-Rumpf-Länge von unter 50 mm und einer Unterarmlänge von durchschnittlich 36,4 mm. Die Ohren ragen, wenn nach vorne gelegt, über die Schnauze hinaus, die Schwanzflughaut ist am Rand leicht behaart. Die Fellfarbe ist braun mit einer helleren Bauchseite.

## Lebensweise
Das Keen-Mausohr kommt weniger häufig und in kleineren Gruppen vor als andere Arten der Mausohren in Nordamerika. Entsprechend ist relativ wenig über die Art bekannt. Ihr Verbreitungsgebiet zählt zu den kleinsten aller Fledermäuse Nordamerikas. Kolonien in Winterschlafquartieren erreichen eine Größe von bis zu 350 Individuen. Diese Quartiere teilt die Art häufig mit anderen Fledermausarten wie der Kleinen und der Großen Braunen Fledermaus (Myotis lucifugus und Eptesicus fuscus), dem Östlichen Kleinfuß-Mausohr (Myotis leibii) und der Östlichen Amerikanische Zwergfledermaus (Perimyotis subflavus). Das Keen-Mausohr bevorzugt dabei kühle, feuchte Ecken ohne Luftzug. In nördlichen Verbreitungsgebieten begibt sich die Art schon im August in den Winterschlaf, der bis zu neun Monate dauern kann.
Die Art ist wie die meisten Fledermäuse nachtaktiv und ernährt sich von Insekten. Tagsüber schläft sie unter Baumrinde oder ähnlichen Strukturen, wie zum Beispiel hinter Fensterladen, sowie in Felsspalten. 
Die Paarung findet vor dem Winterschlaf statt, wobei die Weibchen die Spermien einlagern und die Eizelle erst im Frühling befruchtet wird. Während und nach der Geburt versammeln sich die Weibchen in Gruppen von bis zu 40 Individuen. Die Männchen bleiben zu dieser Zeit meist für sich. Von Beringungsdaten weiß man, dass das Keen-Mausohr über 18 Jahre alt werden kann.

## Verbreitung und Lebensraum
Das Keen-Mausohr kommt im Nordwesten Washingtons und im Südwesten British Columbias vor. Ihr Bestand wird von der IUCN dank der weiten Verbreitung als stabil und die Art als ungefährdet eingestuft.